# Grzegorz Ciastek
Grzegorz Ciastek (ur. 28 kwietnia 1955 w Warszawie, zm. 30 października 2007) – polski gimnastyk, olimpijczyk z Montrealu 1976.
Reprezentant stołecznej Legii. Podczas igrzysk olimpijskich w Montrealu zajął 74. miejsce indywidualnie oraz 11. miejsce drużynowo w 6-boju.